# Рубанська сільська рада (Бахмацький район)
Ру́банська сільська́ ра́да — колишня адміністративно-територіальна одиниця та орган місцевого самоврядування (1991-2020) в Бахмацькому районі Чернігівської області. Адміністративний центр — село Рубанка.

## Загальні відомості
- Територія ради: 20,3345 км²
- Населення ради: 842 особи (станом на 1 січня 2012 року)

## Населені пункти
Сільській раді підпорядковані населені пункти:
- с. Рубанка (491 особа)
- с. Заболоття (18 осіб)
- с. Ковальове (1 особа)
- с-ще Нове (27 осіб)
- с. Смолове (34 особи)
- с. Терешиха (271 особа)

## Історія
Сільська рада створена у 1918 році.
Нинішня сільська рада є однією з чотирьох сільських рад Бахмацького району, яка складається з 6-ти населених пунктів.

## Господарство
На території сільської ради функціонують два заклади освіти: Рубанська загальноосвітня школа І-ІІІст. та Терешиський навчально-виховний комплекс.
Медичне обслуговування місцевого населення здійснюється Рубанською дільничною лікарнею та ФАПом в с. Терешиха — головний лікар Калиняк Олег Петрович.
На території сільської ради діють два заклади культури: Рубанський будинок культури та клуб-бібліотека в с. Терешиха.
На території сільської ради діють два відділення поштового зв'язку: в с. Рубанка та в с. Терешиха.

## Склад ради
Рада складається з 16 депутатів та голови.
- Голова ради: Задерей Віталій Михайлович
- Секретар ради: Бондар Олена Олександрівна

### Керівний склад попередніх скликань
| Прізвище, ім'я, по батькові | Основні відомості                                                                       | Дата обрання | Дата звільнення |
| --------------------------- | --------------------------------------------------------------------------------------- | ------------ | --------------- |
| Задерей Віталій Михайлович  | Сільський голова, 1960 року народження, освіта середня спеціальна, позапартійна         | 26.03.2006   | 31.10.2010      |
| Задерей Віталій Михайлович  | Сільський голова, 1960 року народження, освіта середня спеціальна, член Партії регіонів | 31.10.2010   |                 |

Примітка: таблиця складена за даними сайту Верховної Ради України

### Депутати
За результатами місцевих виборів 2010 року депутатами ради стали:

#### За суб'єктами висування
| Суб'єкт висування                                       | Кількість обраних депутатів | %    |
| ------------------------------------------------------- | --------------------------- | ---- |
| Партія регіонів                                         | 8                           | 50   |
| Політична партія Всеукраїнське об'єднання «Батьківщина» | 5                           | 31,3 |
| Самовисування                                           | 3                           | 18,8 |

#### За округами
| № округу                                                | Прізвище, ім'я, по батькові     | Дата визнання обраним | Освіта             | Партійна приналежність                        | Відомості про обраного депутата                                                                                                  |
| ------------------------------------------------------- | ------------------------------- | --------------------- | ------------------ | --------------------------------------------- | --- |
| Партія регіонів                                         |                                 |                       |                    |                                               | |
| 1                                                       | Павленко Олександр Васильович   | 01.11.2010            | середня спеціальна | позапартійний                                 | Фермерське господарство «Ланагропрод», охоронець                                                                                 |
| 3                                                       | Бондар Володимир Іванович       | 01.11.2010            | вища               | позапартійний                                 | тимчасово не працює |
| 5                                                       | Бондар Олена Олександрівна      | 01.11.2010            | середня спеціальна | позапартійна                                  | Рубанський Будинок культури, художній керівник                                                                                   |
| 7                                                       | Сиволожська Наталія Анатоліївна | 01.11.2010            | середня спеціальна | член Партії регіонів                          | Рубанська дільнична лікарня, медична медсестра                                                                                   |
| 10                                                      | Скорина Олександр Васильович    | 01.11.2010            | середня            | позапартійний                                 | УкрАвтоТранс, механізатор |
| 12                                                      | Задерей Катерина Володимирівна  | 01.11.2010            | вища               | позапартійна                                  | Терешиський НВК, діловод |
| 14                                                      | Полонська Віра Іванівна         | 01.11.2010            | середня            | позапартійна                                  | пенсіонер |
| 15                                                      | Теребило Алла Валеріївна        | 01.11.2010            | середня            | позапартійна                                  | Бахмацький територіальний центр соціального обслуговування пенсіонерів та одиноких непрацездатних громадян, соціальний працівник |
| Політична партія Всеукраїнське об'єднання «Батьківщина» |                                 |                       |                    |                                               | |
| 4                                                       | Кравченко Сергій Миколайович    | 01.11.2010            | вища               | позапартійний                                 | Рубанська загальноосвітня школа І-ІІІ ст., вчитель                                                                               |
| 6                                                       | Ільченко Святослав Дмитрович    | 01.11.2010            | вища               | позапартійний                                 | Рубанська загальноосвітня школа І-ІІІ ст., кочегар                                                                               |
| 8                                                       | Комар Микола Анатолійович       | 01.11.2010            | середня            | позапартійний                                 | Рубанська дільнична лікарня, кочегар                                                                                             |
| 9                                                       | Горбаченко Василь Якович        | 01.11.2010            | вища               | позапартійний                                 | Рубанська загальноосвітня школа І-ІІІ ст., вчитель                                                                               |
| 16                                                      | Данилець Микола Миколайович     | 01.11.2010            | середня спеціальна | член Всеукраїнського об'єднання «Батьківщина» | пенсіонер |
| Самовисування                                           |                                 |                       |                    |                                               | |
| 2                                                       | Ільченко Тамара Михайлівна      | 01.11.2010            | середня            | позапартійна                                  | ТОВ «Кристал», продавець |
| 11                                                      | Ярмоленко Віра Анатоліївна      | 01.11.2010            | середня            | позапартійна                                  | ПП «Дахно», продавець |
| 13                                                      | Лубенець Сергій Михайлович      | 01.11.2010            | вища               | член Всеукраїнського об'єднання «Батьківщина» | Рубанська загальноосвітня школа І-ІІІ ст., вчитель                                                                               |